# Wojciech Otrębski
Wojciech Otrębski (ur. 1962) – polski psycholog, doktor habilitowany, profesor nadzwyczajny Katolickiego Uniwersytetu Lubelskiego.

## Życiorys
15 czerwca 1993 otrzymał stopień doktora psychologii w Katolickim Uniwersytecie Lubelskim Jana Pawła II na podstawie pracy pt. Wybrane uwarunkowania rodzinne poziomu adekwatności osobowej młodzieży upośledzonej umysłowo w stopniu lekkim. Stypendysta programu Fulbrighta w l. 1993-94. Habilitację uzyskał 13 marca 2008 na tej samej uczelni na podstawie dorobku naukowego i pracy pt. Interakcyjny model rehabilitacji zawodowej osób z upośledzeniem umysłowym. Prowadził wykłady w Wyższej Szkole Edukacji Integracyjnej i Interkulturowej w Poznaniu. Obecnie pracuje na stanowisku profesora nadzwyczajnego w Katedrze Psychologii Pracy, Organizacji i Rehabilitacji Instytutu Psychologii KUL.
Jest konsultantem naukowym w krajowych i międzynarodowych programach badawczych oraz ekspertem w projektach koncepcyjnych. Jest współautorem innowacyjnego programu wspierającego młodzież z niepełnosprawnością umysłową w procesie przejścia z edukacji na rynek pracy pt. Jestem dorosły-chcę pracować (2012). Pełni funkcję eksperta w Międzyresortowym Zespole ds. Opracowania Systemu Orzekania o Niepełnosprawności oraz Niezdolności do Pracy (2017-2018). Prof. Otrębski jest członkiem zespołu MEN opracowującego model kształcenia uczniów z specjalnymi potrzebami edukacyjnymi (2017-2019) oraz liderem zespołu, zajmującego się tłumaczeniem i adaptacją polskiej wersji Systemu Oceny Zachowań Adaptacyjnych - ABAS 3 (2019). Jest także autorem, współautorem lub redaktorem naukowym ponad 100 publikacji naukowych i popularno-naukowych oraz narzędzi pomiaru w rehabilitacji kompleksowej.

## Wybrane publikacje
- Narzędzia pomiaru w psychologii rehabilitacji. Część 1 (2015)
- ABAS-3 System Oceny Zachowań Adaptacyjnych – wyd. trzecie. Polski podręcznik (2019)[5]